# Victor Villiger
Victor Villiger (1 de setembro de 1868 — 10 de junho de 1934) foi um químico alemão nascido na Suiça.